# RapidEye

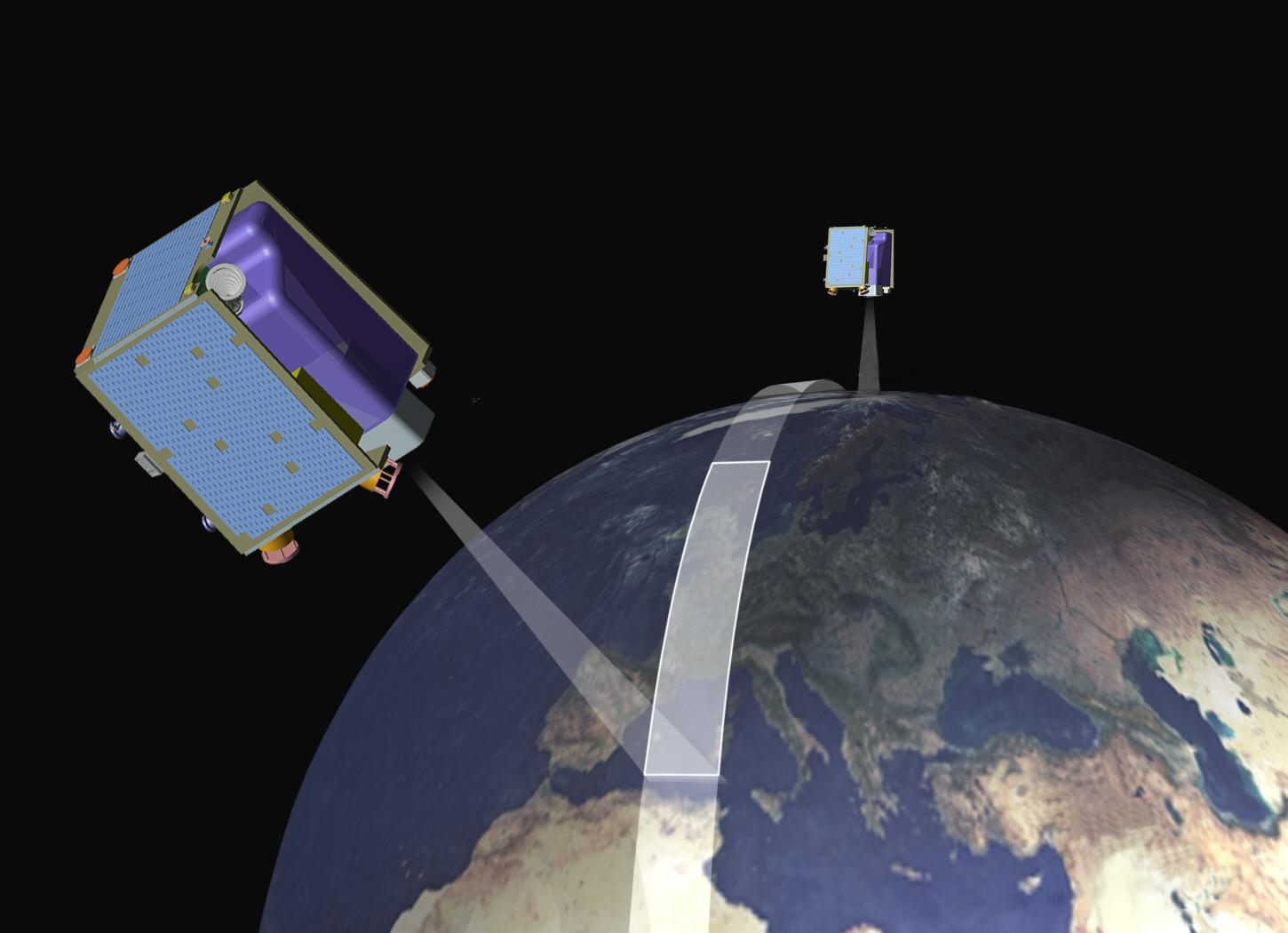
Dos de los cinco satélites de RapidEye

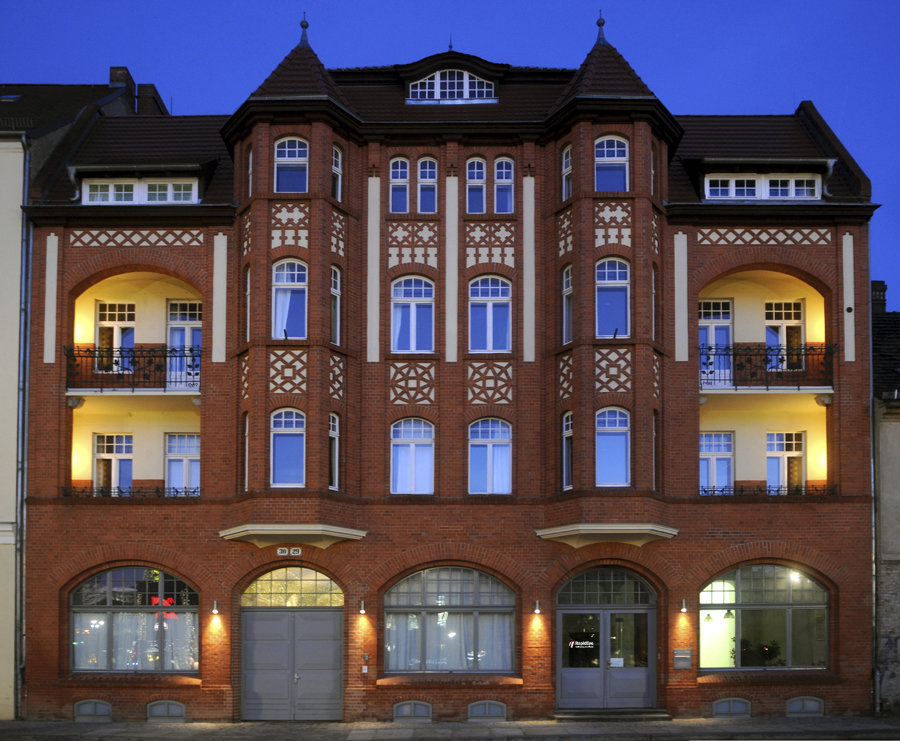
RapidEye sede en Brandenburgo a.d.H.

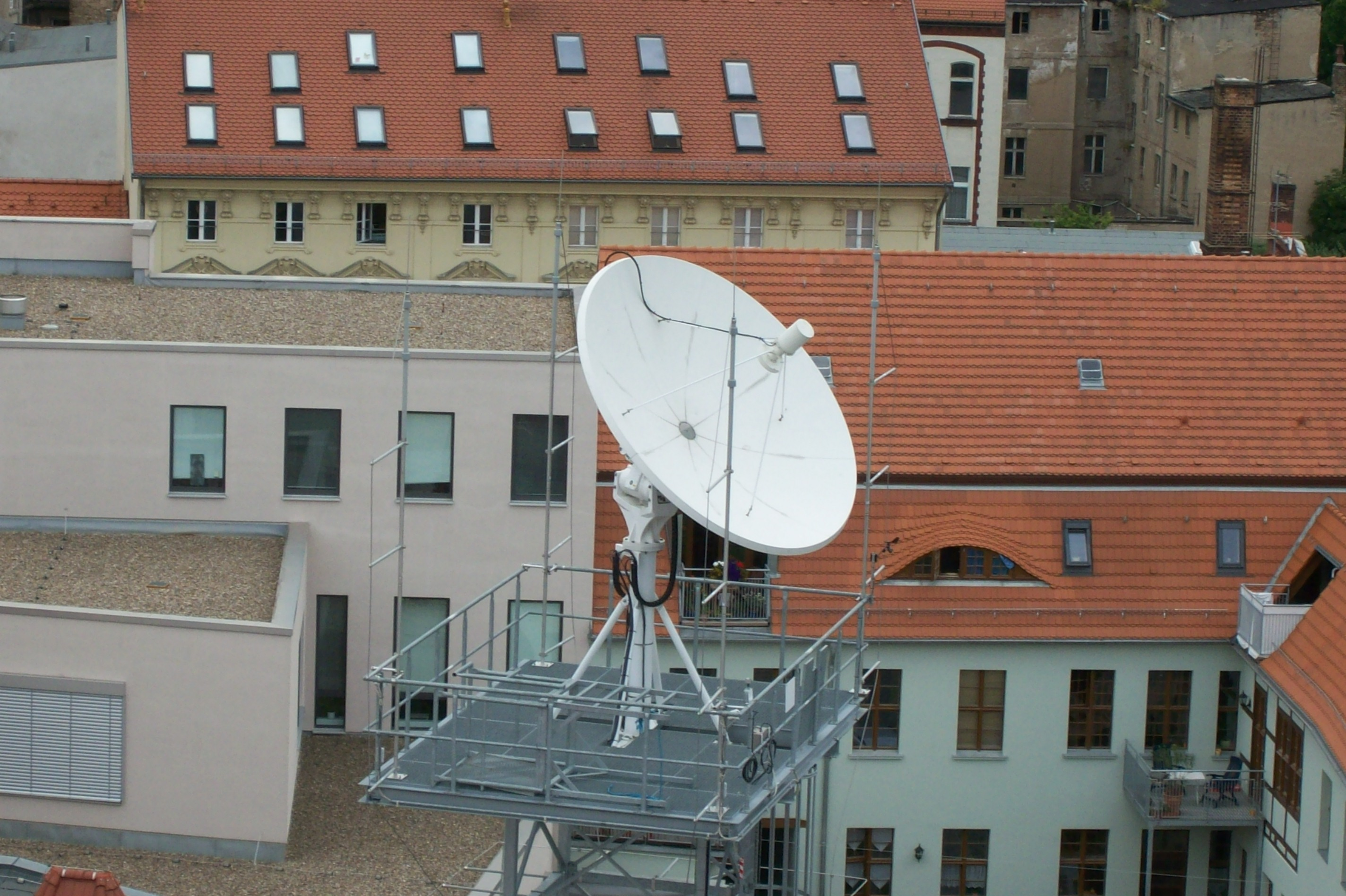
Antena de banda S de RapidEye

RapidEye AG es una compañía alemana proveedora de información geoespacial, especializada en la gestión de toma de decisiones mediante servicios basados en sus propias imágenes satelitales. La empresa posee una constelación de cinco satélites, diseñados y fabricados por MacDonald Dettwiler (MDA) de Richmond, Canadá, que producen imágenes de una resolución espacial de 5 metros. Originalmente situada en Múnich, desde el año 2004 se encuentra a 60 kilómetros al suroeste de Berlín, en la ciudad de Brandenburg an der Havel.

## Historia
1996: El concepto empresarial de RapidEye fue diseñado por Kayser-Threde GmbH, basado en una convocatoria de ideas de la DLR(Agencia Aeroespacial Alemana), acerca de la forma de comercializar la teledetección en Alemania.
1998: RapidEye se estableció como empresa independiente en Múnich, con la financiación inicial de algunos inversores privados y Vereinigte Hagelversicherung, un proveedor alemán de seguros agrarios.
2004: Se obtuvo financiación para la constelación de satélites RapidEye con la ayuda de la Unión Europea, el Estado de Brandeburgo (Alemania), un consorcio bancario conformado por Commerzbank, EDC (Export Development Canada) y el Grupo Financiero KfW. A través de un contrato con la CCC (Corporación Comercial Canadiense), se le adjudicó a MacDonald Dettwiler (MDA) el papel de contratista principal para construir el sistema de satélites de RapidEye. 
En este mismo año RapidEye trasladó su sede a Brandenburg an der Havel, Alemania.
2008: En abril RapidEye obtuvo la certificación ISO 9001:2000, de TUV Nord. El 29 de agosto de 2008, un cohete Dnepr-1 (un ICBM cohetereacondicionado), fue lanzado con éxito desde Baikonur, en Kazajistán, llevando la constelación de RapidEye de cinco satélites de observación de la Tierra diseñada e implementada por MacDonald Dettwiler (MDA) de Richmond, Canadá.
2009: En febrero, luego de completar su fase de ensayo y calibración (fase MPAR), los satélites pasaron a ser comercialmente operativos.

## Aplicaciones
RapidEye ofrece soluciones de gestión basada en información geoespacial para las siguientes industrias:
Agricultura .- La constelación de RapidEye está capacitada para el monitoreo de la actividad agrícola a alta frecuencia temporal y a escalas de cultivos individuales, regional y global. La información obtenida de las imágenes puede asistir a agricultores en actividades de agricultura de precisión, a aseguradoras en evaluación de daño y manejo de riesgo, o a gobiernos en temas de seguridad alimenticia y supervisión ambiental. 
Forestación - La información basada en satélites es cada vez más utilizada por los gobiernos, el comercio y la industria para evaluar el estado de los bosques, medir la sustentabilidad ambiental y económica de las operaciones forestales y controlar la tala ilegal y la deforestación.
Seguridad y Emergencias – La capacidad de respuesta inmediata que poseen los satélites de RapidEye para generar imágenes que muestran las condiciones del terreno tras un desastre natural o humano, es indispensable en estos casos. Las autoridades de gestión de crisis pueden de este modo evaluar la situación y ayudar a coordinar mejor los equipos de rescate.
Medio Ambiente.- Las imágenes satelitales pueden proporcionar valiosa información a alta escala espacial y temporal, a los organismos gubernamentales o industrias responsables de medir el impacto de las actividades humanas en el ambiente.
Soluciones Espaciales.- La información satelital de RapidEye puede ser usada para una serie de propósitos incluyendo cartografía, navegación, simulación de vuelo, juegos y como un componente integral de modelación geoespecífica en 3D.
Energía e Infraestructura - La constelación RapidEye puede controlar oleoductos y corredores de transmisión e identificar problemas en el terreno, tales como invasión de la vegetación, edificios cercanos, desarrollo de carreteras o fugas. Puede proporcionar información de cobertura del terreno y clasificación del uso del suelo a las empresas de telecomunicaciones para ayudar en la planificación de su red de antenas.

## Satélites
Cinco satélites idénticos: Construidos por Surrey Satellite Technology Ltd. (SSTL) de Guildford, subcontratada por MacDonald Dettwiler (MDA), cada satélite se basa en un modelo derivado del MicroSat-100, el cual fue previamente probado en vuelo. Cada satélite mide menos de un metro cúbico y pesa 150 kg (bus + carga útil).
Los cinco satélites de RapidEye contienen sensores idénticos, que están calibrados por igual y viajan en el mismo plano orbital (a una altitud de 630 km). Juntos, los cinco satélites son capaces de recoger todos los días más de 4 millones de km ² de imágenes de color, con 5 m de resolución y cinco bandas entre el azul y el infrarrojo cercano.
Sensores: Cada satélite lleva un Jena Spaceborne Scanner JSS 56, que son sensores de tipo radiómetro instantáneo (pushbroom) Jena-Optronik multiespectral. Cada sensor es capaz de recoger la información en cinco bandas del espectro electromagnético: azul (440-510 nm), verde (520-590 nm), rojo (630-690 nm), Red-Edge (690-730 nm) y el infrarrojo cercano (760-880 nm). La resolución nominal en el suelo es de 5 m, que corresponde a la categoría 2 en la escala NIIRS.
Los satélites de RapidEye son los primeros satélites comerciales que incluyen la banda Red-Edge, la cual es particularmente sensible a los cambios en el contenido de clorofila. Los estudios demuestran que esta banda puede ayudar al monitoreo de la sanidad vegetal, en la identificación de especies vegetales y cultivos, y contribuir en la medición del contenido de proteínas y nitrógeno en la biomasa.

## Especificaciones técnicas
Resumen
- Número de satélites: 5
- Vida útil: 7 años
- Altitud de órbita: 630 km en órbita heliosíncrona
- Frecuencia de revisita: 1 día
- Inclinación: 97,8 grados (heliosincrónico)
- Hora de cruce del ecuador: aprox. 11:00 a. m.
- Distancia de muestra de superficie (inglés:GSD) (nadir): 6,5 m
- Tamaño de píxel (imágenes ortorrectificadas): 5 m
- Ancho de barrido: 77 km
- Almacenamiento de datos a bordo: hasta 1.500 km de datos de imágenes por órbita
- Capacidad de captura de imágenes: 4 millones de kilómetros cuadrados / día

Especificaciones espectrales del sensor
440 – 510 nm (azul)
520 – 590 nm (verde)
630 – 685 nm (rojo)
690 – 730 nm (Red-Edge)
760 – 850 nm (IR cercano)